# Bugzy Malone

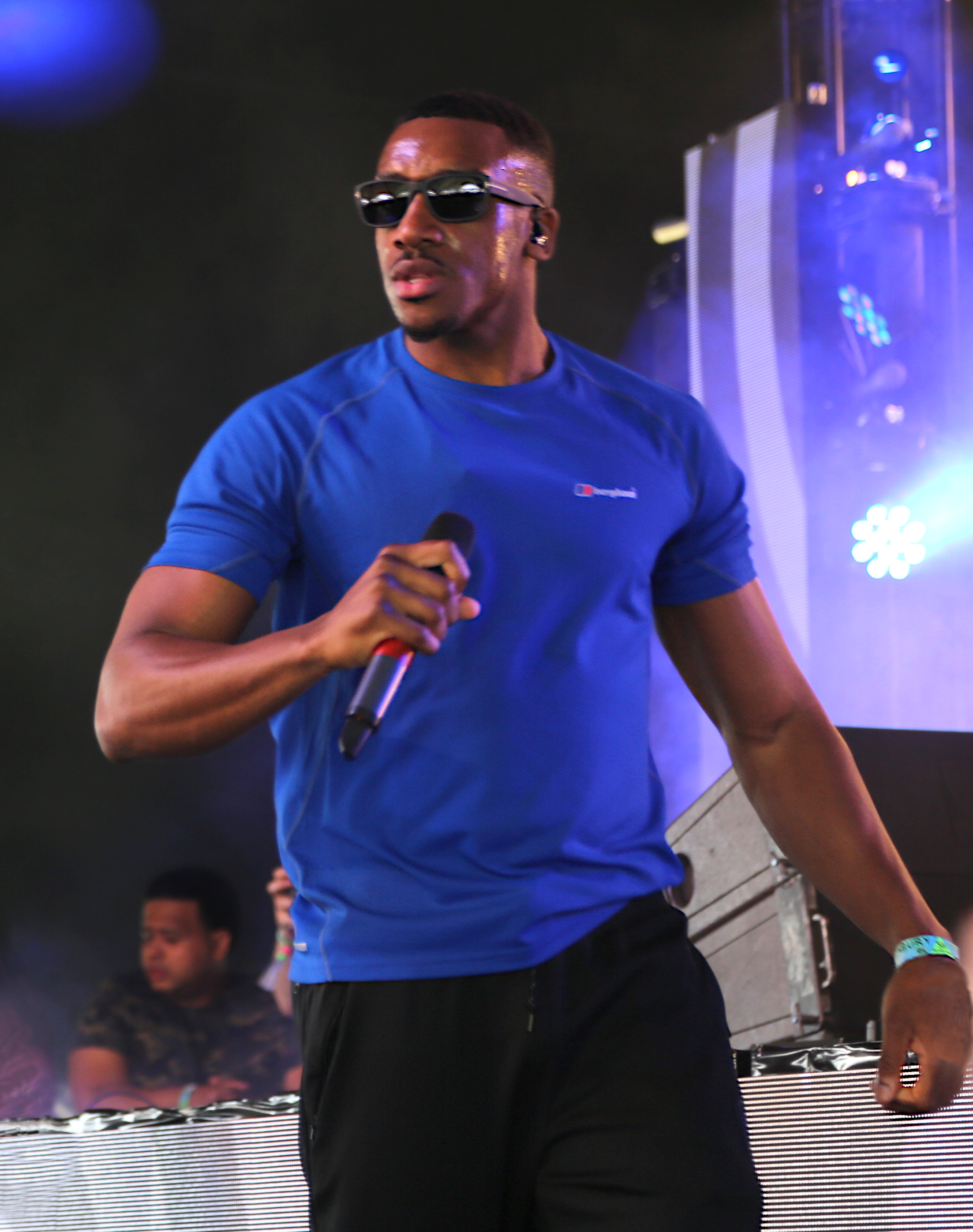
Bugzy Malone, 2016

Bugzy Malone (* 20. Dezember 1990 in Manchester; bürgerlich Aaron Davis) ist ein britischer Rapper und Schauspieler.

## Karriere
Erstmals auf sich aufmerksam machte Bugzy Malone, dessen Rappername eine Anspielung auf die Mafiakomödie Bugsy Malone ist, mit seinem ersten Mixtape Swaggaman im Jahr 2010. Die Mixtapes Why so Serious und Lost in Meanwhile City folgten in den nächsten beiden Jahren.
Ins Rampenlicht rückte der Grimerapper 2014 mit dem Mixtape The Journal of an Evil Genius, das durch eine Serie von Internetvideos unterstützt wurde. Auch mit seiner T-Shirt-Kampagne „0161 Manny on the Map“ erregte er Aufmerksamkeit: Es geht darum, Manchester wieder auf die „Landkarte“ zu bringen (0161 ist die Vorwahl von Manchester). Bei BBC Radio 1Xtra bekam er im Jahr darauf einen Auftritt bei Fire in the Booth, der einen Beef mit dem Londoner Rapper Chip auslöste. Das Video der Sendung erreichte schneller die Marke von 1 Million Abrufen als alle anderen Mitschnitte zuvor. Auch mit seinen eigenen Musikvideos erreichte er millionenfache Abrufe. Nach einem weiteren Mixtape zu Jahresbeginn folgte im Sommer die erste Albumveröffentlichung von Malone beim Label Grimey Limey. Mit Walk with Me schaffte er auf Anhieb den Sprung in die Top 10 der britischen Charts auf Platz 8.
Kein Jahr später veröffentlichte er das zweite 8-Track-Album Facing Time, das diesmal Platz 6 erreichte und vier Wochen in den Charts blieb.
Im 2019 erschienenen Film The Gentlemen gab er sein Filmdebüt.

## Diskografie

### Studioalben
| Jahr | Titel                   | Höchstplatzierung, Gesamtwochen, AuszeichnungChartsChartplatzierungen (Jahr, Titel, Platzierungen, Wochen, Auszeichnungen, Anmerkungen) | Anmerkungen                           |
| Jahr | Titel                   | UK | Anmerkungen                           |
| ---- | ----------------------- | --- | ------------------------------------- |
| 2018 | B. Inspired             | UK6 Gold · (13 Wo.)UK | Erstveröffentlichung: 17. August 2018 |
| 2021 | The Resurrection        | UK7 (3 Wo.)UK | Erstveröffentlichung: 28. Mai 2021    |
| 2024 | The Great British Dream | UK13 (2 Wo.)UK | Erstveröffentlichung: 10. Mai 2024    |

### EPs
| Jahr | Titel             | Höchstplatzierung, Gesamtwochen, AuszeichnungChartsChartplatzierungen (Jahr, Titel, Platzierungen, Wochen, Auszeichnungen, Anmerkungen) | Anmerkungen                         |
| Jahr | Titel             | UK | Anmerkungen                         |
| ---- | ----------------- | --- | ----------------------------------- |
| 2015 | Walk with Me      | UK8 (2 Wo.)UK | Erstveröffentlichung: 24. Juli 2015 |
| 2016 | Facing Time       | UK6 Silber · (4 Wo.)UK | Erstveröffentlichung: 3. Juni 2016  |
| 2017 | King of the North | UK4 Gold · (17 Wo.)UK | Erstveröffentlichung: 14. Juli 2017 |

### Mixtapes
- 2010: Swaggaman
- 2011: Why so Serious
- 2012: Lost in Meanwhile City
- 2014: The Journal of an Evil Genius
- 2015: Stereotyped

### Singles
| Jahr | Titel Album                            | Höchstplatzierung, Gesamtwochen, AuszeichnungChartsChartplatzierungen (Jahr, Titel, Album, Platzierungen, Wochen, Auszeichnungen, Anmerkungen) | Anmerkungen                                                        |
| Jahr | Titel Album                            | UK | Anmerkungen                                                        |
| --- | -------------------------------------- | --- | ------------------------------------------------------------------ |
| 2017 | Through the Night King of the North    | UK92 Silber · (2 Wo.)UK | Erstveröffentlichung: 19. Mai 2017 feat. DJ Luck & MC Neat         |
| 2017 | Bruce Wayne King of the North          | UK99 Silber · (1 Wo.)UK | Erstveröffentlichung: 30. Juni 2017                                |
| 2018 | Warning B. Inspired                    | UK97 (1 Wo.)UK | Erstveröffentlichung: 7. Juni 2018                                 |
| 2018 | Who Am I Golden Boy                    | UK69 (9 Wo.)UK | Erstveröffentlichung: 2. August 2018 mit Kojo Funds                |
| 2018 | Run B. Inspired                        | UK55 Silber · (8 Wo.)UK | Erstveröffentlichung: 7. August 2018 feat. Rag ’n’ Bone Man        |
| 2019 | M.E.N. II –                            | UK34 Silber · (6 Wo.)UK | Erstveröffentlichung: 30. April 2019                               |
| 2019 | Kilos –                                | UK20 Silber · (9 Wo.)UK | Erstveröffentlichung: 21. Juni 2019 feat. Aitch                    |
| 2019 | December –                             | UK66 (2 Wo.)UK | Erstveröffentlichung: 6. Dezember 2019                             |
| 2020 | Cause a Commotion –                    | UK89 (3 Wo.)UK | Erstveröffentlichung: 15. Januar 2020 feat. Skip Marley            |
| 2020 | M.E.N. III The Resurrection            | UK18 Silber · (6 Wo.)UK | Erstveröffentlichung: 6. August 2020                               |
| 2020 | Don’t Cry The Resurrection             | UK77 (1 Wo.)UK | Erstveröffentlichung: 20. November 2020 mit Dermot Kennedy         |
| 2021 | Notorious The Resurrection             | UK30 (5 Wo.)UK | Erstveröffentlichung: 7. Januar 2021 feat. Chip                    |
| 2021 | Welcome to the Hood The Resurrection   | UK88 (1 Wo.)UK | Erstveröffentlichung: 18. März 2021 feat. Emeli Sandé              |
| 2021 | Salvador The Resurrection              | UK89 (1 Wo.)UK | Erstveröffentlichung: 18. April 2021                               |
| 2021 | Skeletons The Resurrection             | UK80 (1 Wo.)UK | Erstveröffentlichung: 13. Mai 2021                                 |
| 2021 | Ride Out The Resurrection              | UK68 (1 Wo.)UK | Erstveröffentlichung: 27. Mai 2021                                 |
| 2021 | Payslips –                             | UK76 (1 Wo.)UK | Erstveröffentlichung: 1. Juli 2021 Swarmz feat. Bugzy Malone & M24 |
| 2021 | War Mode –                             | UK55 (1 Wo.)UK | Erstveröffentlichung: 23. September 2021                           |
| 2022 | Daily Duppy Out of Nowhere             | UK55 Silber · (3 Wo.)UK | Erstveröffentlichung: 1. Mai 2022                                  |
| 2022 | Energy –                               | UK39 Silber · (9 Wo.)UK | Erstveröffentlichung: 25. August 2022 feat. Mist                   |
| 2022 | Out of Nowhere The Great British Dream | UK9 Platin · (18 Wo.)UK | Erstveröffentlichung: 10. November 2022 feat. Teedee               |
| 2023 | One Direction –                        | UK58 (1 Wo.)UK | Erstveröffentlichung: 28. Juli 2023 mit Arrdee                     |
| 2023 | Mrs Lonely –                           | UK99 (1 Wo.)UK | Erstveröffentlichung: 25. August 2023                              |
| Folgende Lieder erschienen nicht als Single, wurden aber durch das Album zum Download und Streaming bereitgestellt und konnten somit eine Platzierung erlangen: |                                        | |                                                                    |
| |                                        | |                                                                    |
| 2017 | Memory Lane King of the North          | UK65 Gold · (12 Wo.)UK | feat. Tom Grennan                                                  |
| 2021 | Grown Flex Snake & Ladders             | UK63 (2 Wo.)UK | Chip feat. Bugzy Malone                                            |

Weitere Singles
- 2012: Nightmares
- 2014: Childhood Memories
- 2014: San Andreas Mentality
- 2015: Watch Your Mouth
- 2015: Pain
- 2015: M.E.N. (UK: Gold)
- 2015: Relegation Riddim
- 2015: Zombie Riddim
- 2015: WasteMan
- 2016: Bronson
- 2016: Beauty and the Beast (UK: Platin)
- 2016: Mosh Pit Gang
- 2016: Gone Clear
- 2016: Moving (UK: Silber)
- 2016: MAD
- 2017: Aggy wid It
- 2017: We Don’t Play (UK: Silber)
- 2018: And What
- 2018: Clash of the Titans
- 2018: Ordinary People (feat. JP Cooper, UK: Silber)
- 2018: Die By The Gun (UK: Silber)

## Filmografie (Auswahl)
- 2019: The Gentlemen
- 2022: Operation Fortune (Operation Fortune: Ruse de Guerre)